# Aeroportul Internațional General Roberto Fierro Villalobos
Aeroportul Internațional General Roberto Fierro Villalobos (IATA: CUU, ICAO: MMCU) este un aeroport din Chihuahua, Chihuahua Municipality⁠(d), Chihuahua, Mexic ce deservește zona Chihuahua. Aeroportul a fost tranzitat în 2023 de 1.905.714 pasageri. A fost numit după Roberto Fierro Villalobos⁠(d).
Situat la o altitudine de 1.360 m, aeroportul dispune de 3 piste. Este operat de Grupo Aeroportuario Centro Norte⁠(d).

## Infrastructură

### Piste
Aeroportul dispune de 3 piste: 
- pista 04/22 din asfalt, cu dimensiunile 1.100 m × 30 m
- pista 18L/36R din asfalt, cu dimensiunile 2.600 m × 45 m
- pista 18R/36L din asfalt, cu dimensiunile 2.403 m × 23 m